# Cameron MacDonald
Cameron „Cam“ MacDonald (* 23. September 1976 in Peterborough, Ontario) ist ein ehemaliger kanadischer Eishockeytorwart und aktueller -trainer, der seit 2025 als Torwarttrainer bei den Schwenninger Wild Wings aus der Deutschen Eishockey Liga (DEL) unter Vertrag steht. Zuvor war er in derselben Liga unter anderem bereits für die Iserlohn Roosters tätig.

## Karriere
Cameron MacDonald spielte als Torwart in verschiedenen Nachwuchsligen, hauptsächlich in seiner Heimatprovinz Ontario. Als Profi debütierte er in der Saison 1999/00 bei den Adirondack IceHawks in der United Hockey League. Anschließend verbrachte er drei Spielzeiten in der Central Hockey League (CHL), in der er für die Border City Bandits und Fort Worth Brahmas auf dem Eis stand. Im Jahr 2003 beendete er seine Spielerkarriere.
Von 2005 bis 2013 war MacDonald als Berater vor allem im Nachwuchsbereich, in der Saison 2006/07 aber auch für das Profiteam der Dallas Stars aus der National Hockey League (NHL) aktiv. Dieselbe Rolle übernahm er zeitweise parallel auch für die Kitchener Rangers aus der Ontario Hockey League (OHL) und Sioux Falls Stampede aus der United States Hockey League (USHL). Erste Erfahrungen als Torwarttrainer sammelte er von 2010 bis 2013 bei den Allen Americans aus der CHL. Von 2013 bis 2015 war er als Coach für die Torhüter der Erie Otters verantwortlich.
Im Jahr 2017 entschied sich MacDonald, seine Karriere in Europa fortzusetzen. Erste Station war bis 2020 der ungarische Klub Fehérvár AV19 aus der multinationalen Erste Bank Eishockey Liga (EBEL). Zur Saison 2020/21 wurde er von den Iserlohn Roosters aus der Deutschen Eishockey Liga (DEL) verpflichtet, bei denen er zusätzlich zum Torwarttraining auch Aufgaben als Videoanalyst übernahm. Bei den Roosters arbeitete er fünf Jahre lang unter verschiedenen Cheftrainern, bis sein Vertrag im Jahr 2025 nicht mehr verlängert wurde. MacDonald wechselte daraufhin innerhalb der Liga zu den Schwenninger Wild Wings, bei denen er wieder rein als Torwarttrainer tätig ist.

## Karrierestatistik
(Legende zur Torhüterstatistik: GP oder Sp = Spiele insgesamt; W oder S = Siege; L oder N = Niederlagen; T oder U oder OT = Unentschieden oder Overtime- bzw. Shootout-Niederlage; Min. = Minuten; SOG oder SaT = Schüsse aufs Tor; GA oder GT = Gegentore; SO = Shutouts; GAA oder GTS = Gegentorschnitt; Sv% oder SVS% = Fangquote; EN = Empty Net Goal; 1 Play-downs/Relegation; Kursiv: Statistik nicht vollständig)